# 岩井喜一郎
岩井 喜一郎（いわい きいちろう、明治16年（1883年）8月17日 - 昭和41年（1966年）4月7日）は、日本の醸造技術者、実業家。京都府平民。
1909（明治42）年に、摂津酒造（現：宝ホールディングス）においてアルコール連続蒸留装置を考案。岩井式アルコール連続蒸留装置としての地位を確立。明治45年に新式焼酎（焼酎甲類）並びに、酒精含有飲料を全国に率先して製造開始、大正8年に合成清酒を開発し、工業的大量生産の創始となった。

## 経歴
喜右衛門の長男。
明治35年（1902年）、大阪高等工業学校醸造学科卒業。明治42年（1909年）、合資会社摂津酒精醸造所に入社（後の摂津酒造）。大正9年（1920年）、摂津酒造 常務取締役兼技師長に就任。
昭和9年（1934年）、大阪帝国大学工学部講師に就任（～1961年辞任）。昭和12年（1937年）、摂津酒造 常務取締役を辞任。
昭和20年（1945年）、本坊酒造顧問に就任。昭和33年（1958年）、黄綬褒章を受章。昭和35年（1960年）、本坊酒造 山梨工場におけるウイスキー製造設備を設計。昭和39年（1964年）、日本醗酵工業会顧問に就任。

## 人物像

### 逸話
大阪高工（現・大阪大学工学部）15期生であった竹鶴政孝は、摂津酒造へ入社の際、大阪高工醸造科の1期生として先輩であった、岩井喜一郎を頼って摂津酒造へ入社した。
1918年摂津酒造・阿部喜兵衛社長、常務であった岩井喜一郎が、竹鶴政孝をスコットランドに派遣。1920年に、日本人として初めてウイスキー造りを学んだ竹鶴政孝が帰国し、岩井喜一郎に実習報告書を提出した。国産ウイスキーの原点「竹鶴ノート」（全2冊）＝“実習報告”である。

### 『マルスウイスキー』の誕生
1945年、本坊酒造・顧問に就任、1960年ウイスキー部門の計画を任され、手元に残していた「竹鶴ノート」をもとに、山梨でのウイスキー蒸留工場設計と指導に携わり本格的にウイスキーを作り始める。竹鶴に従った製法で「ヘビーでスモーキーなウイスキー」であったという。9年後、本坊酒造は販売不振のため撤退を余儀なくされた。岩井の死後、1981年 鹿児島工場での生産を開始で再参入し、自社の焼酎「宝星」から引いた「火星（マルス）」から「マルスウイスキー」が誕生した。

## 家族・親族

### 岩井家
（京都市上京区、大阪市住吉区帝塚山西）
- 父・喜右衛門[1]
- 母・はな[1]（京都、北川卯吉郎長女[1]）

慶應3年（1867年）7月生 -
- 弟・種一[1]

明治36年（1903年）1月生 -
- 妹・みち[3]（鳥取県人野田昌明に嫁す[3]）

明治41年（1908年）3月生 -
- 妻・いを[1]（京都、鈴木治太郎二女[1]）

明治20年（1887年）9月生 -
- 男[1]
- 女[1]
- 女婿・本坊蔵吉（元本坊酒造会長）